# 任惟賢
任惟賢（16世紀—16世紀），字功懋，湖廣黃州府黃陂縣人，明朝政治人物。

## 生平
任惟賢年少從事學問有才幹，明白《易經》和《禮經》，嘉靖十九年（1540年）中舉人，謁選後在三十五年（1556年）出任茌平知縣，之後轉任延津，因遭中傷降為嘉興儒學教授。再改任豐縣知縣，就任後立刻崇尚節孝、抑制貪吏、提拔士子、緩徵薄斂，與民休息；官府不設門隸，讓人民自行報案，三個月後縣內大治。當時督河使者潘某僱用萬名人力修築華山河口，他堅持不讓縣民參與，使者三次派下公文責備，他仍神色自若，縣民都願意捐款修築，他卻說：「浪費萬民膏血，一定不會完成，我又何必可惜這個官職！」罷官的文書來到，他還和諸生講書，閱讀後放在一邊繼續講學，講學完畢才說：「這是我的罷官文書。」離任當天士民送到河濱，哭聲震天，後世縣人仍思念他的功勞。
回到黃陂縣後，任惟賢經常和耿定向談論性命理學，某天秀水的刑部官員來縣處理案件，縣內有兩件冤獄由他來辯白，人們拿來金錢致謝，他堅持拒絕，並說：「不要讓僮僕知道，恐怕有人來索取。」著有《五經註釋》流傳，死後鄉人私諡廉毅先生，萬曆二十四年（1596年）入祀鄉賢祠；長子任時、次子任晛、孫子任三畏、任三才、曾孫任琦也是庠生，而玄孫任自任是增生、任榮任是武庠生、任保任則是國子生。

## 引用
1. 1 2  同治《黃陂縣志·卷八·人物志》：任惟賢，字懋功，嘉靖庚子舉人，性耿介，篤志於學，教授弟子甚眾，任清豐縣教諭政績卓著，厯仕三任歸來貧極，日與耿恭簡講性命之理。恭簡常曰：「昔之原憲，今之懋功也。」適有䘏刑秀水某至黃陂，鄉鄰有兩冤獄，公代白之，其人持金致謝，公堅卻之並囑曰：「毋令僮僕知之，恐來求索也。」著有《五經註釋》行世。萬厯二十四年崇祀鄉賢，長子任時、次子任晛俱庠生，孫三畏、三才俱庠生，曾孫琦庠生，元孫自任增生、榮任武庠、保任國子生。
2. ↑  光緒《豐縣志·卷四·職官類下》：任惟賢，黃陂舉人，少績學，明易禮兩經，有大幹略。初下車即恤鰥崇節孝，抑奸貪雪幽滯，緩徵薄斂，與民休息；坐堂不設門隸，任其自投，行之三月一邑帖然。時督河使者潘某起夫萬餘修華山河口，公堅執不從，移文三責而神色自若，闔邑願捐貲助修，公諭之曰：「浚萬民之膏血而委之，必不可成之，吾何惜此一官乎！」後落職牒至，方與諸生講書，閱而置之，仍理前書，講畢乃徐曰：「此吾罷官文書也。」去之日士民書千送至河濱，哭聲震野，移時方散，至今人猶思之。
3. ↑  《欽定古今圖書集成·理學彙編·經籍典·第三百五十九卷》：任惟賢 按《黃陂縣志》：「任惟賢，字功懋，嘉靖庚子舉於鄉，謁選知茌平縣，尋知廩延，中蜚語，謫嘉興儒學教諭。著《五經注釋》以傳，鄉人私諡曰『廉毅先生』。」